# 茆姓
茆姓，屬於漢字姓氏的一種。源於姬姓，最早的起源可能是來自周公旦的第三個兒子，其子受封於茅邑，該國滅亡後，其後裔分為兩支，分別為茆姓、茅姓。

## 起源
茆姓与茅姓同源。《姓氏考略》注引《路史》：“祭公后有茆氏。”《中国古今姓氏大辞典》：“或云茆氏即茅氏。祭公，周公子。故此当系出姬姓。”《通志·氏族略》記载：“茅氏，周公之后也。今济州金乡是其地。子孙以国为氏。”
《希姓录二十六厚》记载：“茆氏：周公之后。” 茆姓源于周朝宗室姬姓，为周文王之子周公旦後裔，也即是黄帝后裔。《姓源》云：“茅伯之后。茆姓始祖为周公旦的第三子，受封于茅邑（今山东省金乡县西南），世称茅叔，后建立茅国，王族子孙均以国名“茅”为姓，遂成茅姓。茅国与邹国接壤，约公元前760年为邹国所灭。邹王号令灭茅三千里，茆姓族人大遭屠杀。茅国幸存者自此一分为二，一支仍以茅姓，而另一支改为茆姓（古时茅與茆相通），由族祖茆伯率领迁徙至北京西北绿野郡（现在的河北省赤城县东卯镇周边）居住，成为茆姓的发祥之地。

## 遷徙與發展
据江宁、盐城、肥东、芜湖、沭阳等地的《茆氏宗谱》记载：宋高宗时，茆姓远祖茆极普官至正治上卿，加授资德大夫。建炎三年（公元1129年），金兵入侵，茆极普、茆极昌、茆极智等叔兄弟八人率茆姓后裔自绿野郡随宋南迁至金陵。其中茆极普一支在江宁通济门外居住，茆极昌、茆极智携子孙至苏州阊门居住生息。后因“明洪武赶散”（明太祖初年的一次大规模人口迁移，但在《明史》、《太祖实录》等正史中没有记载，各地方志中也缺乏线索）之因，茆极昌、茆极智二系之后从苏州四门迁徙到安徽、山西、江西和苏北等地居住生息。故今江苏连云港、盐城、沭阳、金湖、江宁、江浦、姜堰、扬州、涟水，上海松江，江西奉新，安徽芜湖、巢湖肥东、霍邱黄潭河、泾县、贵池，山西太原、大同，甘肃徽县等地均有茆姓族人分布。

## 台灣平埔族
由於受到漢化，屬於南島語族的平埔族放棄原有的姓氏，改採漢姓。茆姓就是其中之一。

## 堂号
- 绿野堂

## 延伸阅读
[在维基数据编辑]
 《欽定古今圖書集成·明倫彙編·氏族典·茆姓部》，出自陈梦雷《古今圖書集成》